# (10686) Kaluna
(10686) Kaluna est un astéroïde de la ceinture principale.

## Description
(10686) Kaluna est un astéroïde de la ceinture principale. Il fut découvert le 1er novembre 1980 à l'observatoire Palomar par Schelte J. Bus. Il présente une orbite caractérisée par un demi-grand axe de 2,54 UA, une excentricité de 0,06 et une inclinaison de 24,9° par rapport à l'écliptique.